# Cercavila
Una cercavila és una marxa musical breu, de caràcter festiu, que té lloc pels carrers. Per extensió, es diu també d'una marxa o peça musical popular, que es toca en aquestes ocasions.
Entre els elements visuals és habitual que hi hagi gegants, nans, disfresses, representacions d'animals o éssers mitològics o inventats, xanquers, etc. Pel que fa als elements sonors, és habitual que hi hagi música en directe, sobretot amb instruments que donin un volum considerable, com arainstruments de percussió i instruments de vent, ja siguin gralles o altres instruments de llengüeta doble o de metall.
Cal no confondre-la amb la dansa del barroc anomenada passacaglia.
La paraula prové del verb cercar, que en el seu sentit de baix llatí significava ‘fer una volta, recórrer un lloc’.